# أكشن تارجت
شركة أكشن تارجت هي شركة مصنعة لميادين الرماية المخصصة والأهداف الفولاذية المحمولة للجيش ، وإنفاذ القانون ، ومجموعات القوات الخاصة ، ومدارس التدريب التكتيكي ، والتطبيقات التجارية في بروفو ، يوتا . منذ تأسيسها في عام 1985 ، زادت شركة أكشن تارجت من مخزونها ليشمل أكثر من 4000 منتج. تقوم الشركة بتصميم وتسليم وتركيب معدات النطاق الداخلي والخارجي في جميع أنحاء العالم.
يشغل جون موليجان منصب مدير العمليات منذ عام 2015. كان سلفه ، جون كيرتس ، شريكًا في الشركة الذي تم انتخابه رئيسًا لبلدية بروفو في عام 2008 وممثل الولايات المتحدة لمنطقة الكونجرس الثالثة في ولاية يوتا في عام 2016.

## روابط خارجية
- معلومات مقاول مكتبة GSA الإلكترونية